# Groto (Ort, Leolima)
Groto ist eine osttimoresische Siedlung im Suco Leolima (Verwaltungsamt Hato-Udo, Gemeinde Ainaro).

## Geographie und Einrichtungen
Groto ist eine Siedlung in der Mitte der Aldeia Groto, in einer Meereshöhe von 441 m. Sie bildet den Kern des Siedlungszentrums Hato-Udo. Durch Groto führt die südliche Küstenstraße Osttimors, die hier weiter landeinwärts verläuft. Von ihr zweigt in Groto eine Straße ab, die in den Norden des Sucos Leolima führt. Nördlich liegt die Siedlung Suro-Craic und westlich die Siedlung Luro. Südlich schließt sich die Siedlung Rae-Soro an.
In Groto stehen eine Prä-Sekundarschule und zwei Grundschulen.